# Free Will
Free Will (Libre albedrío) es un libro del neurocientífico y autor estadounidense Sam Harris del 2012.  Harris sostiene que el libre albedrío es una ilusión y que la verdad sobre la mente humana no socava la moral ni disminuye la importancia de la libertad política y social. 

## Visión general
Harris dice que la idea del libre albedrío "no se puede mapear en ninguna realidad concebible" y es incoherente.  Según Harris, la ciencia "revela que eres un títere bioquímico".  Los pensamientos y las intenciones de la gente, dice Harris, "surgen de causas de fondo de las que no somos conscientes y sobre las cuales no ejercemos control consciente".  Cada elección que hacemos se hace como resultado de causas anteriores.  Estas elecciones que hacemos están determinadas por esas causas y, por lo tanto, no son realmente elecciones, estén determinadas o no.

“Perder la creencia en el libre albedrío no me ha hecho fatalista; de hecho, ha aumentado mis sentimientos de libertad. Mis esperanzas, miedos y neurosis parecen menos personales e indelebles. No se sabe cuánto podría cambiar en el futuro. Del mismo modo que uno no sacaría una conclusión duradera sobre uno mismo sobre la base de una breve experiencia de indigestión, uno no necesita hacerlo sobre la base de cómo uno ha pensado o se ha comportado durante vastos períodos de tiempo en el pasado. Un cambio creativo en los aportes al sistema: aprender nuevas habilidades, formar nuevas relaciones, adoptar nuevos hábitos de atención, puede transformar radicalmente la vida de uno ”.
- Sam Harris, Free Will

Harris también hace una distinción entre las reacciones conscientes e inconscientes del mundo. Incluso sin libre albedrío, la conciencia tiene un papel importante que desempeñar en las elecciones que hacemos.  Harris sostiene que esta comprensión de la mente humana no socava la moral ni disminuye la importancia de la libertad social y política, pero puede y debe cambiar la forma en que pensamos acerca de algunas de las preguntas más importantes de la vida.

## Crítica
El libro ha sufrido algunas críticas.
Harris utiliza el argumento de Libet, que ha sido cuestionado por Adrian G. Guggisberg y Annaïs Mottaz.  Un estudio de Aaron Schurger y sus colegas publicado en PNAS cuestionó los supuestos sobre la naturaleza causal del potencial de preparación (y la "acumulación de movimiento de la actividad neuronal en general), negando así las conclusiones extraídas de estudios como el de Libet y de Fried.
En respuesta a esto, Harris observó en sus numerosas charlas y en su podcast que su argumento contra el libre albedrío no se basa en los hallazgos de la neurociencia, sino que se centra principalmente en la incoherencia lógica de la posibilidad del libre albedrío.  En una de sus apariciones como invitado en el podcast de Joe Rogan, Harris dice: "Nada depende de [los recientes experimentos en neurociencia]. Incluso si ... la decisión de la actividad neuronal en el cerebro que te dio la decisión y tu sensación subjetiva de haber decidido ... fueron coincidentes, incluso si no hubo un lapso de tiempo ... todavía está surgiendo de la nada en un sentido para ti subjetivamente  Todavía no tienes el control de ello.  Todavía está siendo causado por eventos que no causaste ". 